# 細葉鼠麴草
细叶鼠麴草（学名：[Gnaphalium japonicum] 错误：{{Lang}}：文本有斜体标记（帮助）），又名父子草、天青地白，为菊科鼠麴草属的植物。分布于新西兰、日本、朝鲜、澳大利亚以及中国大陆的陕西、长江流域以南各省区、北达河南等地，生长于海拔100米至1,800米的地区，多生长于低海拔的草地和耕地上。
其种加词“japonicum”意为“日本的”。
现接受名为细叶鼠麴草（Euchiton japonicus (Thunb.) Holub, 1974）。